# الأجهزة الأمنية في الأردن

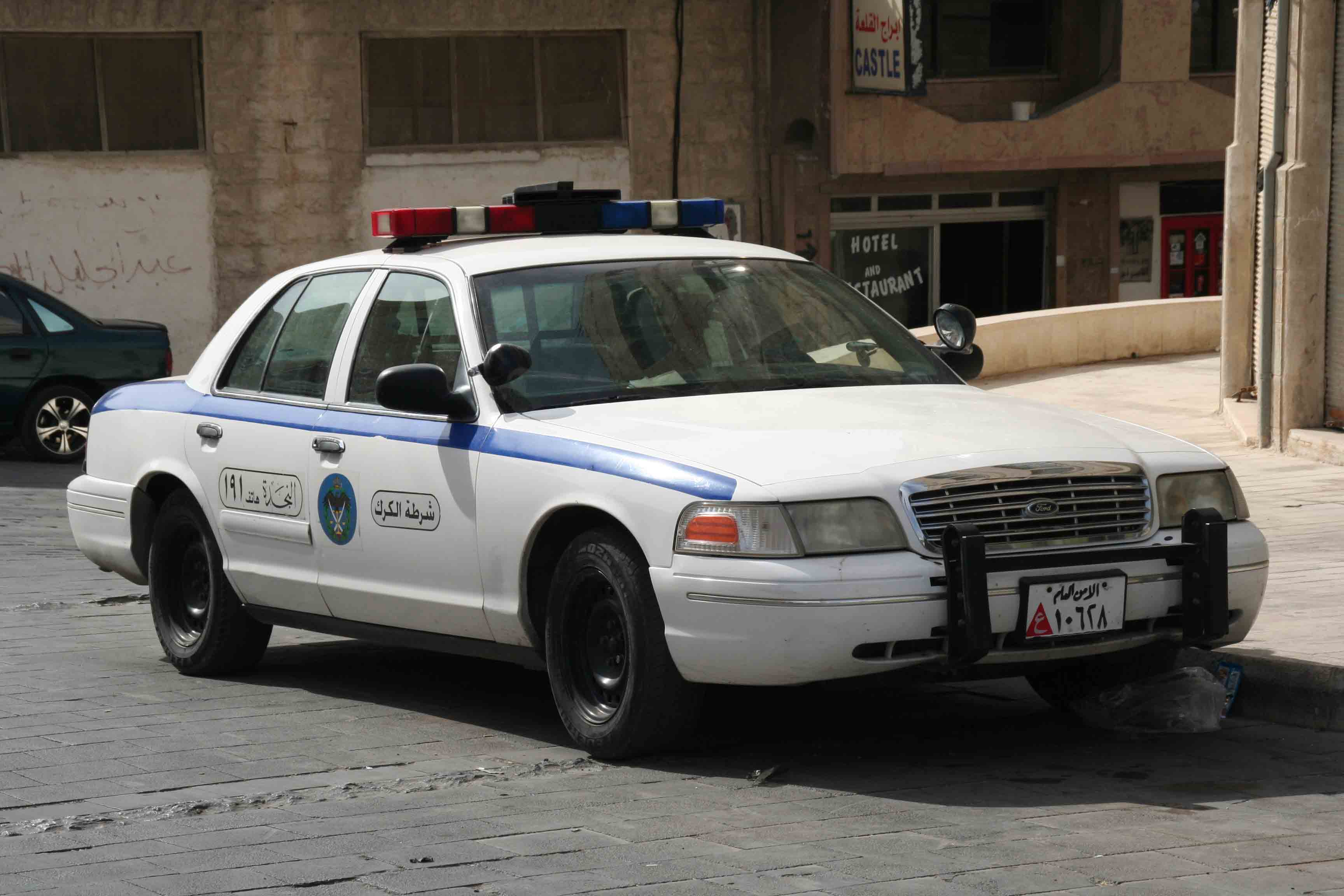
الشرطة الأردنية

الأجهزة الأمنية الأردنية هو مصطلح يشتمل في دلالته أساسًا على جهازي الأمن العام بفروعها الثلاث (الشرطة والدرك والدفاع المدني) والمخابرات العامة. كذلك، يمكن إدخال الأجهزة الأمنية العسكرية التابعة للجيش ضمن ذلك المصطلح في دلالته العامة.

## الأمن العام
ظل الأمن العام جزءاً من القوة العسكرية التي أسسها سمو الأمير عبد الله (الملك عبد الله الأول بن الحسين فيما بعد) عام 1921م حتى عام 1956م، حينما صدر قانون يقضي بفصل قوات الأمن عن الجيش، فألحقت بوزارة الداخلية، واستمر تطور جهاز الأمن حتى أصبح الآن يضاهي في كفايته أكثر أجهزة الأمن تقدماً في العالم.

### مهام الأمن العام
لقد حدد قانون الأمن العام لعام 1956م الوظائف الآتية لجهاز الأمن:
في ظل اللواء قائد اقليم الجنوب حافظ ادريس الطقاطقة يتم جميع عمليت السلامة العامة والسيطرة على المواقع
1- الوظيفة الإدارية (الوقائية): تعد الشرطة من أعوان السلطة التنفيذية الموكول إليها حفظ النظام والأمن والسلامة العامة.
2- الوظيفة الاجتماعية: تعد الشرطة من أجهزة الدفاع الاجتماعي المعنية بسلوك الأفراد وقيمهم ومثل المجتمع وتقاليده. وبحكم موقعها وصلاتها بالجمهور وقدرتها على الاتصال بالمجتمع، فهي تعد الأكثر قدرة على الوقاية أولاً والإصلاح والرعاية ثانياً، فقد أسند إليها دور كبير في الإصلاح الاجتماعي، وأصبح من مهماتها أن تتجاوز الردع العام إلى ما هو أشمل وأعمق، بهدف تأهيل النزيل (المحكوم عليه بعقوبة سالبة للحرية: الإقامة الجبرية، الحبس( السجن)) نفسياً وتربوياً واجتماعياً ومهنياً، وإعادته إلى المجتمع سليماً معافى.

### مديرو الأمن العام
| الاسم                   | فترة الاستلام: من | فترة الاستلام: إلى |
| ----------------------- | ----------------- | ------------------ |
| بهجت طبارة              | 1956              | 1957               |
| كريم أوهان              | 1957              | 1957               |
| محمد المعايطة           | 1958              | 1960               |
| محمد هاشم               | 1960              | 1962               |
| حكمت مهيار              | 1962              | 1964               |
| راضي العبدالله ألخصاونة | 1964              | 1965               |
| معن أبو نوار            | 1965              | 1967               |
| محمد رسول الكيلاني      | 1968              | 1969               |
| عزت قندور               | 1969              | 1970               |
| زهير مطر                | 1970              | 1970               |
| عبد المجيد الشريدة      | 1970              | 1971               |
| أنور محمد               | 1971              | 1976               |
| غازي عربيات             | 1976              | 1979               |
| مأمون خليل              | 1979              | 1981               |
| محمد إدريس دودوخ        | 1981              | 1984               |
| ذياب يوسف               | 1984              | 1985               |
| عبد الهادي المجالي      | 1985              | 1989               |
| فاضل علي فهيد           | 1989              | 1993               |
| عبد الرحمن العدوان      | 1993              | 1996               |
| نصوح محي الدين          | 1996              | 2000               |
| ظاهر فهد الفواز         | 2000              | 2002               |
| تحسين شردم              | 2002              | 2004               |
| محمد العيطان            | 2004              | 2007               |
| مازن تركي القاضي        | 2007              | 2010ً               |
| حسين هزاع المجالي       | 2010              | 2013               |
| توفيق الطوالبة          | 2013              | 2015               |
| عاطف سلامة حمود السعودي | 2015              | 2017               |
| أحمد سرحان الفقيه       | 2017              | 2018ً               |
| فاضل محمد الحمود        | 2018              | 2019ً               |
| حسين محمد سالم الحواتمة | 2019              |                    |

## ثانياً:الدفاع المدني
تأسس الدفاع المدني عام 1956م، وكان مرتبطاً بجهاز الأمن العام حتى عام 1970م، حيث انفصل عن الأمن العام وتولى اللواء قاسم الناصر إدارة الدفاع المدني كأول مدير عام مسؤول أمام وزير الداخلية، وترتبط به بعض الإدارات الداخلية ووحداته الميدانية المنتشرة في جميع أنحاء المملكة، لتغطي على مدار الساعة خدمات الدفاع المدني في القرى والألوية والمحافظات، والمطارات والطرق الدولية، والمناطق الصناعية والتجمعات السكانية.

### واجبات الدفاع المدني
- تنظيم عمليات الإطفاء والإسعاف والإنقاذ.
- إعداد الأفراد المؤهلين للقيام بالواجبات المنوطة بالجهاز.
- تأمين الآليات والمعدات ووسائل الاتصال الضرورية على أساس الاكتفاء الذاتي على مستوى المحافظات.
- الإشراف على حفر الملاجئ وإقامتها بالتعاون مع الجهات المختصة.
- تشكيل فرق الدفاع المدني التطوعي في مختلف المناطق والتجمعات السكانية؛ لتكون عوناً للجهاز النظامي في الحالات الطارئة، وتدريبها على أعمال الدفاع المدني من إطفاء وإنقاذ وإسعاف أولي.
- التعاون مع الجهات الرسمية لإعادة الحياة إلى طبيعتها بعد حدوث الكوارث الطبيعية والبشرية.
- توعية المواطنين والمسؤولين في الوزارات والمؤسسات العامة والخاصة إلى إجراءات الوقاية والسلامة ومتابعتها وحماية الأرواح والممتلكات العامة والخاصة.

### مديرو الدفاع المدني منذ انفصاله عن الأمن العام عام1970م
| الاسم                  | فترة الاستلام: من | فترة الاستلام: إلى |
| ---------------------- | ----------------- | ------------------ |
| معن باشا أبو نوار      | 1965              | 1967               |
| قاسم باشا الناصر       | 1967              | 1976               |
| خالد باشا الطراونة     | 1976              | 1989               |
| عفيف باشا الغول        | 1989              | 1996               |
| ذيب باشا المعاني       | 1996              | 2000               |
| محمود باشا العبادي     | 2000              | 2005               |
| عواد باشا المساعيد     | 2005              | 2009               |
| عبد الله باشا الحمادنه | 2009              | 2010               |
| طلال باشا الكوفحي      | 2010              | 2017               |
| مصطفى باشا البزايعة    | 2017              | 2019               |

## المخابرات العامة
تأسست دائرة المخابرات العامة بموجب قانون المخابرات العامة رقم(24) لعام 1964م، وترتبط برئيس الوزراء مباشرة وفي قانون معدّل عام 2014 سيتم إلحاقها بوزارة الدفاع والجيش.

### واجبات المخابرات العامة
- جمع المعلومات وتقديمها إلى الحكومة لتستعين بها في رسم السياسات المناسبة.
- مقاومة الأنشطة التخريبية للتنظيمات التي تعمل بسرية وغير مرخصة على الأراضي الأردنية.
- مقاومة الإرهاب والتنظيمات الإرهابية التي تستهدف في أنشطتها أمن الدولة وسلامة المواطنين.
- مقاومة عمليات التجسس.

### مدراء المخابرات العامة منذ تأسيسها عام1964م
| الاسم                   |
| ----------------------- |
| محمد رسول باشا الكيلاني |
| مضر باشا بدران          |
| نذير باشا رشيد          |
| أحمد باشا عبيدات        |
| طارق باشا علاء الدين    |
| مصطفى باشا القيسي       |
| سميح باشا البطيخي       |
| سعد باشا خير            |
| سميح باشا عصفورة        |
| محمد باشا الذهبي        |
| محمد باشا الرقاد        |
| فيصل الشوبكي            |
| أحمد حسني حاتوقاي       |

## قوات الدرك
قوات الدرك هي جناح ميداني مستقل عال الجاهزية بمهام مختلفة عن مهام الأمن العام، ويرتبط مباشرة بوزير الداخلية. تم تشكيله عام 2008.

### واجبات قوات الدرك
- المحافظة على النظام العام.
- احتواء أي خلل في الأمن الداخلي أو مسيرات غير مرخصة قد تخرج عن النظام العام أو شغب ملاعب.
- التعاطي مع المجرمين الخطرين.
- تعزيز الشعور بالراحة لأفراد المجتمع والمحافظة على الأمن والنظام والتعاون مع الحالات الطارئة والاستثنائية.
- مكافحة الشغب والعصيان وفض المشاجرات والصدامات معتمدة على أسلوب التدخل السريع لمنع وقوع المواجهات.
- حماية السفارات الاجنبية والمؤسسات الحكومية والأجهزة الحساسة والحيوية في البلد.
- المشاركة في مهمات خارجية ضمن قوات حفظ السلام الدولية.

### مدراء قوات الدرك منذ تأسيسها عام2008م:
| الاسم               | فترة الاستلام: من | فترة الاستلام: إلى |
| ------------------- | ----------------- | ------------------ |
| توفيق باشا الحلالمة | 2008              | 2010               |
| توفيق باشا الطوالبة | 2010              | 2013               |
| أحمد علي السويلميين | 2013              | 2015               |
| حسين سالم الحواتمة  | 2015              | المدير الحالي      |

### شروط القبول في المديرية العامة لقوات الدرك
- أن يكون أردني الجنسية
- أن يكون لائق من الناحية الصحية
- أن لا يكون محكوم بجناية أو جنحة
- أن لا يقل الطول عن 170 وأن يكون متناسقا مع الوزن

### التدريب
بالبداية يبدأ تدريب المستجدين (الشرطة الجدد) بمدارس التدريب حيث يتم التركيز على الاحترافية في استخدام السلاح واللياقة البدنية وتكون مدة التدريب حوالي الـ 5 شهور لكل دفعة...
بعد نهاية الدورة التأسيسية وتخريجهم.. هناك 3 دورات إجبارية يجب أن يحصل عليها الشرطي الدركي ألا وهي (حفظ النظام ومدتها 60 يوم والمهارات ومدتها 70 يوم ودورة السيجال ومدتها 60 يوم)...
بعدها يتم توزيع المستجدين لكتائبهم واداراتهم... حيث يتم الاخذ بالحسبان المؤهل العلمي للفرد ولياقته وحسب حاجة المديرية..

### تشكيلات قوات الدرك
| مديرية درك المهام الخاصة وتتضمن قيادة درك المهام ولها ايضا 3 كتائب كتيبة 1 كتيبة 2 كتيبة 3 مديرية درك الجنوب وتتكون من 3 كتائب كتيبة 5 كتيبة 6 كتيبة 7 مديرية درك الوسط وهم 5 كتائب كتيبة 8 | كتيبة 9 كتيبة 10 كتيبة 11 كتيبة 12 مديرية درك الشمال 4 كتائب كتيبة 13 كتيبة 14 كتيبة 15 كتيبة 16 |  |

### الوحدات
وحدة الأمن 14
وحدة انضباط الدرك

### الإدارات
| إدارة شؤون الافراد والضباط إدارة الشؤون القانونية إدارة الشؤون الأمنية مركز الدراسات الاستراتيجية إدارة الامداد والتجهيز إدارة المشتريات والتخطيط إدارة الصيانة إدارة الابنية إدارة الإفتاء والإرشاد الديني إدارة الاتصالات إدارة الحاسب الآلي ديوان المديرية العامة | مكتب مدير المديرية العامة لقوات الدرك إدارة العمليات الاتحاد الرياضي إدارة نقليات قوات الدرك موسيقات الدرك طبابة الدرك إدارة التدريب مكتب المفتش العام إدارة العلاقات العامة معسكر المديرية العامة |  |

### مدارس التدريب
مدرسة تدريب قوات الدرك
المركز الإقليمي التخصصي

### الرتب
1- شهادة الدكتوراه : ملازم بأقدمية سنة
2- شهادة الماجستير : وكيل بأقدمية ثلاث سنوات
3- المهندس : وكيل بأقدمية سنتين
4- البكالوريس : رقيب
5- الشهادة الجامعية المتوسطة : عريف
6- الثانوية العامة : شرطي بأقدمية سنة
7- ما دون الثانوية : شرطي